# Кулуджун
Кулуджун (каз. Кулуджун) — упразднённый поселок в Восточно-Казахстанской области Казахстана. Входил в состав Самарского сельского округа. Упразднён в 1970-е годы.

## Географическое положение
Располагался на южном склоне Калбинского хребта, на реке Кулуджин (приток Иртыша) в месте впадения в нее реки Купырли, на расстоянии примерно 19 километра (по прямой) к северо-западу от села Самарское. 

## История
Образован в 1930-е годы как рудничный посёлок. В 1938 году присвоен статус рабочего посёлка.
В 1954 году преобразован в сельский населённый пункт.

## Население
Согласно переписи 1939 года в посёлке проживала 3956 человек, в том числе 1988 мужчин и 1968 женщин.